# Parigny-la-Rose
Parigny-la-Rose ist eine französische Gemeinde mit 33 Einwohnern (Stand 1. Januar 2022) im Département Nièvre in der Region Bourgogne-Franche-Comté (vor 2016 Bourgogne). Sie gehört zum Arrondissement Clamecy und zum Kanton Clamecy.

## Geographie
Parigny-la-Rose liegt etwa 57 Kilometer südsüdwestlich von Auxerre. Nachbargemeinden von Parigny-la-Rose sind Cuncy-lès-Varzy im Norden, Beuvron im Nordosten, Taconnay im Osten und Südosten, Chevannes-Changy im Süden, Marcy im Südwesten und Westen sowie Varzy im Westen und Nordwesten.

## Bevölkerungsentwicklung
| Jahr                       | 1962 | 1968 | 1975 | 1982 | 1990 | 1999 | 2006 | 2011 | 2020 |
| Einwohner                  | 78   | 74   | 77   | 66   | 52   | 40   | 29   | 38   | 34   |
| Quellen: Cassini und INSEE |      |      |      |      |      |      |      |      |      |

## Sehenswürdigkeiten
- Kirche Saint-Baudile